# Distrito electoral federal 2 de Michoacán
El Distrito electoral federal 2 de Michoacán es uno de los 300 distritos electorales en los que se encuentra dividido el territorio de México para la elección de diputados federales y uno de los once en los que se divide el estado de Michoacán de Ocampo. Su cabecera es la ciudad de Apatzingán de la Constitución.
El distrito 2 de Michoacán se encuentra en el suroeste del territorio estatal. Desde el proceso de distritación de 2022 lo conforman los siguientes once municipios: Aguililla, Apatzingán, Aquila, Buenavista, Coahuayana, Coalcomán de Vázquez Pallares, Chinicuila, Peribán, Los Reyes, Tancítaro y Tepalcatepec.

## Distritaciones anteriores

### Distritación 1996-2005
Entre 1996 y 2005 el distrito 2 se localizaba en el centro-norte de la entidad, con la cabecera en la ciudad de Purúandiro; se conformaba por los municipios de Álvaro Obregón, Angamacutiro, Chucándiro, Copándaro, Cuitzeo, Huandacareo, José Sixto Verduzco, Morelos, Panindícuaro, Puruándiro, Santa Ana Maya y Tarímbaro.

### Distritación 2005-2017
Entre 2005 y 2017 el distrito 2 se integraba por los municipios de Álvaro Obregón, Angamacutiro, Chucándiro, Churintzio, Copándaro, Cuitzeo, Huandacareo, Huaniqueo, Jiménez, José Sixto Verduzco, Morelos, Numarán, Panindícuaro, Penjamillo, Puruándiro, Santa Ana Maya, Tarímbaro, Tlazazalca y Zináparo.

### Distritación 2017-2022
Entre 2017 y 2022 el distrito 2 estaba formado por los municipios de Álvaro Obregón, Angamacutiro, Copándaro, Cuitzeo, Charo, Chucándiro, Huandacareo, Huaniqueo, Indaparapeo, Jiménez, José Sixto Verduzco, Morelos, Panindícuaro, Penjamillo, Puruándiro, Santa Ana Maya y Tarímbaro.

## Diputados por el distrito
- XLIX Legislatura
  - (1973-1976): Jorge Canedo Vargas
- L Legislatura
  - (1976-1979): Antonio Jaimes Aguilar
- LI Legislatura
  - (1979-1982): José Luis Lemus Solís
- LII Legislatura
  - (1982-1988): Jorge Canedo Vargas
- LIV Legislatura
  - (1988-1991): Humberto Urquiza Marín
- LV Legislatura
  - (1991-1994): Julián Rodríguez Sesmas
- LVI Legislatura
  - (1994-1997): Carmen Soto Correa
- LVII Legislatura
  - (1997-2000): Julieta Gallardo Mora
- LVIII Legislatura
  - (2000-2003): Manuel Duarte Ramírez
- LIX Legislatura
  - (2003-2006): Enrique Torres Cuadros
- LX Legislatura
  - (2006-2009): Rafael Villicaña García
- LXI Legislatura
  - (2009-2012): José Torres Robledo
- LXII Legislatura
  - (2012-2015): Armando Contreras Ceballos
- LXIII Legislatura
  - (2015-2018): Erik Juárez Blanquet 
  - (2018): José María Arroyo Juárez 
  - (2018): Erik Juárez Blanquet
- LXIV Legislatura
  - (2018-2021): Esteban Barajas Barajas
- LXV Legislatura
  - (2021-2024): Mauricio Prieto Gómez